# Salix subserrata
Espèce
Salix  subserrata, le saule safsaf, est une espèce de plantes à fleurs de la famille des Salicaceae. C'est un saule originaire d'Afrique.

## Synonymie
La plante peut également être appelée Salix mucronata subsp. subserrata (www.aluka.org).

## Description
C'est un petit arbre qui peut atteindre 7 m. Les feuilles étroitement lancéolées sont simples, alternes et parfois dispersées le long de la branche. Les chatons femelles sont plus courts que les chatons mâles.

## Répartition et habitat
L'arbre se trouve dans de nombreuses régions d'Afrique (Coates Palgrave ) : Soudan, Gambie, Afrique du Sud, Tanzanie, Zambie..., à une altitude comprise entre 800 m et 1 200 m.

## Utilisation
Cette espèce a fait l'objet d'études pour mettre en évidence son intérêt dans les traitements médicaux.